# Топанга (Каліфорнія)
Топанга (англ. Topanga) — переписна місцевість (CDP) в США, в окрузі Лос-Анджелес штату Каліфорнія. Населення — 8560 осіб (2020).

## Географія
Топанга розташована за координатами 34°5′48″ пн. ш. 118°36′22″ зх. д. / 34.09667° пн. ш. 118.60611° зх. д. (34.096777, -118.606021).  За даними Бюро перепису населення США в 2010 році переписна місцевість мала площу 49,56 км², з яких 49,54 км² — суходіл та 0,02 км² — водойми.

## Демографія
Згідно з переписом 2010 року, у переписній місцевості мешкало 8289 осіб у 3442 домогосподарствах у складі 2174 родин. Густота населення становила 167 осіб/км².  Було 3750 помешкань (76/км²).
Расовий склад населення:
| - 88,2 % — білих - 4,3 % — азіатів - 1,4 % — чорних або афроамериканців - 0,4 % — корінних американців - 1,5 % — осіб інших рас |

До двох чи більше рас належало 4,1 %. Частка іспаномовних становила 6,4 % від усіх жителів.
За віковим діапазоном населення розподілялося таким чином: 20,3 % — особи молодші 18 років, 65,6 % — особи у віці 18—64 років, 14,1 % — особи у віці 65 років та старші. Медіана віку мешканця становила 46,1 року. На 100 осіб жіночої статі у переписній місцевості припадало 97,9 чоловіків;  на 100 жінок у віці від 18 років та старших — 96,2 чоловіків також старших 18 років.
Середній дохід на одне домашнє господарство  становив 157 573 долари США (медіана — 112 330), а середній дохід на одну сім'ю — 176 723 долари (медіана — 121 667). Медіана доходів становила 100 522 долари для чоловіків та 73 771 долар для жінок. За межею бідності перебувало 5,1 % осіб, у тому числі 5,4 % дітей у віці до 18 років та 1,1 % осіб у віці 65 років та старших.
Цивільне працевлаштоване населення становило 3902 особи. Основні галузі зайнятості: освіта, охорона здоров'я та соціальна допомога — 19,6 %, науковці, спеціалісти, менеджери — 19,2 %, інформація — 11,9 %, мистецтво, розваги та відпочинок — 11,9 %.